# Claudio Benetti
Claudio Edgar Benetti (Córdoba, Provincia de Córdoba, Argentina, 16 de febrero de 1971) es un exfutbolista argentino. Jugaba de mediocampista y jugó en diversos clubes de Argentina, Chile, Perú y Estados Unidos.
Es mayormente recordado por el ser el autor del gol que le dio al Club Atlético Boca Juniors el gol que le permitió ser campeón del Apertura 1992, poniendo fin así a una sequía de 11 años.

## Actualidad
Surgido de las de las divisiones inferiores de General Paz Juniors de su provincia natal, para pasar (con categoría de sexta división) posteriormente a las Divisiones inferiores de Boca Juniors, vivió el mejor momento de su carrera cuando convirtió el gol que le otorgaba a su equipo un título de liga luego de 11 años de sequía.
Luego de su retiro, trabajó como maquinista de tren en la estación Tapiales del ferrocarril Belgrano. Además de seguir ligado al fútbol, en el equipo del Ferrocarril y el de la Mutual de exjugadores de Boca.
Actualmente trabaja en Boca Juniors, desempeñándose como entrenador de las divisiones preinfantiles.

## Clubes
| Club                      | País           | Año       |
| ------------------------- | -------------- | --------- |
| Boca Juniors              | Argentina      | 1992      |
| Belgrano de Córdoba       | Argentina      | 1992-1993 |
| Boca Juniors              | Argentina      | 1994      |
| Universitario de Córdoba  | Argentina      | 1995      |
| Deportes Temuco           | Chile          | 1995      |
| Boca Juniors              | Argentina      | 1996      |
| FBC Melgar                | Perú           | 1996      |
| Nueva Chicago             | Argentina      | 1997-1998 |
| Dallas Burn               | Estados Unidos | 1999-2000 |
| Huracán de San Rafael     | Argentina      | 2001-2002 |
| Estudiantes de Río Cuarto | Argentina      | 2002-2003 |

## Palmarés

### Campeonatos nacionales
| Título           | Club         | País         | Año    |
| ---------------- | ------------ | ------------ | ------ |
| Primera División | Boca Juniors | Buenos Aires | A-1992 |

### Campeonatos internacionales
| Título      | Club         | Sede         | Año  |
| ----------- | ------------ | ------------ | ---- |
| Copa de Oro | Boca Juniors | Buenos Aires | 1993 |